# Luigi Lambruschini
Luigi Lambruschini CRSP (ur. 16 maja 1776 w Sestri Levante, zm. 12 maja 1854 w Rzymie) – włoski kardynał.

## Życiorys
Urodził się jako Emmanuele Niccolò Lambruschini; jego bratem był Giambattista, biskup Orvieto. Luigi w młodości wstąpił do barnabitów, a następnie podjął studia filozoficzne w Maceracie i teologiczne w Rzymie i Genui (1794–1798). Przez edykt Napoleona musiał opuścić Rzym w 1798 i udać się do Brugnato. 1 stycznia 1799 przyjął święcenia kapłańskie. Wkrótce potem wykładał w kilku rzymskich kolegiach i został sekretarzem kardynała Ercole Consalviego. W 1816 został wikariuszem generalnym swojego zakonu.
27 sierpnia 1819 został wybrany arcybiskupem Genui, a sakrę przyjął 3 października. W listopadzie 1826 został nuncjuszem we Francji, lecz sześć lat później musiał zrezygnować z funkcji z powodu rewolucji lipcowej. Krótko później 26 czerwca zrezygnował także z arcybiskupstwa Genui. 5 lipca został arcybiskupem tytularnym Bejrutu.
30 września 1831 został kreowany kardynałem prezbiterem i otrzymał kościół tytularny S. Callisto. W latach 1833–1834 był prefektem Kongregacji ds. Dyscypliny Katolickiej, a 21 listopada 1834 został prefektem Kongregacji ds. Studiów. Od 11 grudnia 1834 do 27 czerwca 1853 był archiwistą Tajnych Archiwów Watykańskich. 12 czerwca 1836 został mianowany sekretarzem stanu i pełnił tę funkcję do rezygnacji 1 czerwca 1846. 24 stycznia 1842 został podniesiony do rangi kardynała biskupa i otrzymał diecezję suburbikarną Sabina, którą 11 czerwca 1847 zamienił na Porto-Santa Rufina (subdziekan Kolegium Kardynałów). W międzyczasie, od stycznia 1844, przez roczną kadencję pełnił rolę kamerlinga Kolegium Kardynałów. 8 stycznia 1847 został prefektem Kongregacji ds. Obrzędów, którym pozostał do śmierci.